# 시티오브세인트올번스

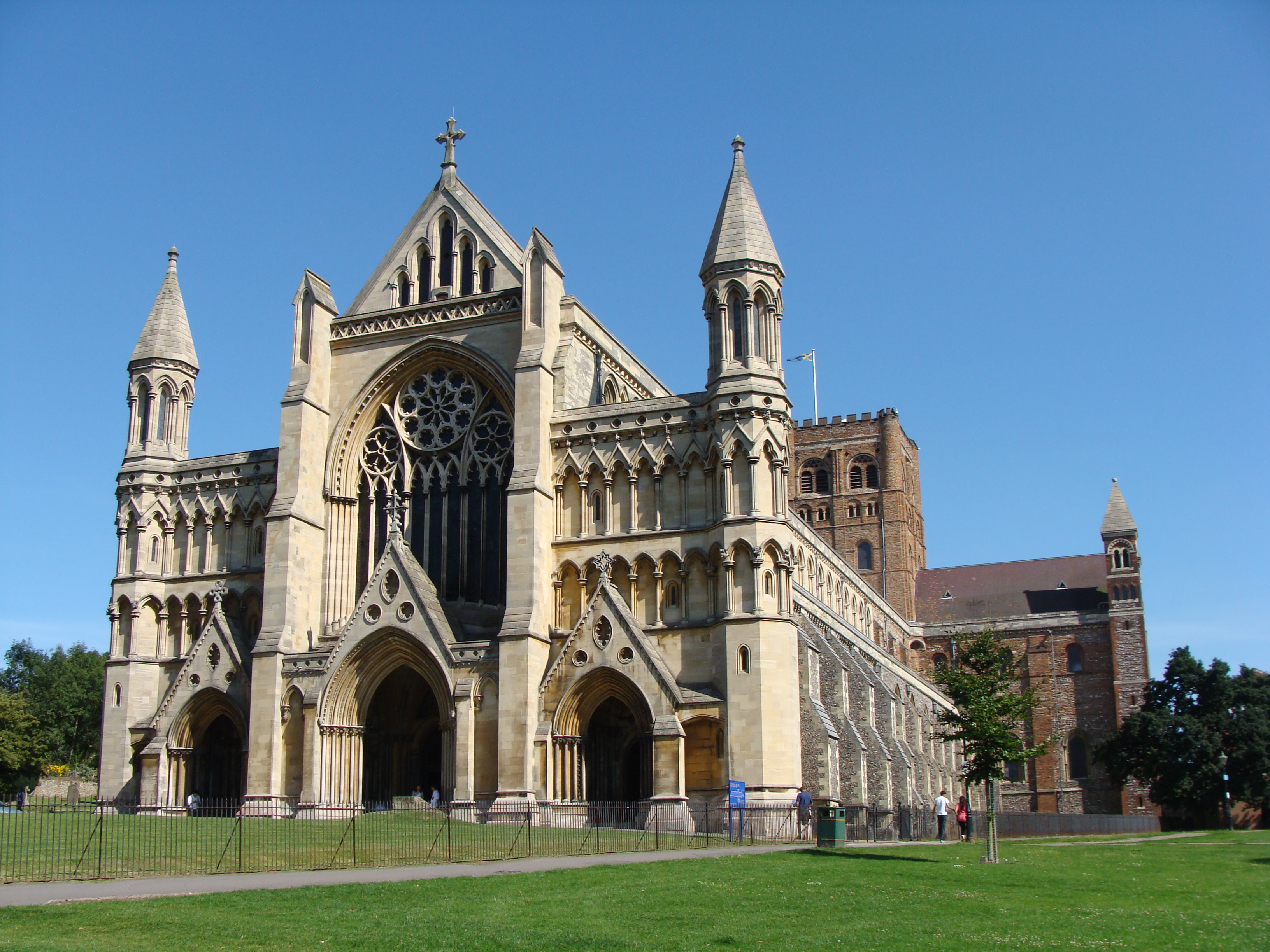
시티오브세인트올번스에 있는 세인트올번스 대성당

시티오브세인트올번스의 위치

시티오브세인트올번스(영어: City of St Albans)는 잉글랜드 하트퍼드셔주의 도시로 중심 도시는 세인트올번스이며 면적은 161.18km2, 인구는 141,200명(2011년 기준), 인구 밀도는 880명/km2이다.